# Educação na Roma Antiga
A Educação na Roma Antiga progrediu de um sistema de educação informal e familiar, no início da república, para um sistema baseado em aulas pagas durante o dominato e o império. O sistema de ensino era baseado no sistema grego - e muitos dos professores particulares no sistema romano eram escravos ou libertos gregos. Devido à extensão do poder de Roma, a metodologia e o currículo utilizado na educação romana era reproduzido em suas províncias, estabelecendo, assim,  a base para os sistemas de educação em toda a civilização ocidental posterior. A educação organizada era relativamente rara, e há poucas fontes primárias ou relatos do processo educativo romano até o século II. Devido ao extenso poder exercido pelo  paterfamilias sobre as famílias romanas, o nível e a qualidade da educação oferecida às crianças romanas variava drasticamente de família para família; no entanto, a moralidade popular romana sugeria eventualmente que os pais dessem prioridade mais à educação de seus filhos que de suas filhas, e até certo ponto, uma educação avançada e completa era esperada de qualquer romano que desejasse entrar na política.
As escolas romanas eram raramente um edifício individual, mas comumente a extensão de uma loja, separada do público por uma simples cortina. Mais tarde, melhores locais foram disponibilizados para essas escolas, por exemplo, Júlio César e Trajano destinaram vários locais de seus fóruns para esta finalidade. A aprendizagem nas escolas romanas era baseada no medo. Os meninos eram espancados por qualquer ofensa, conforme uma crença que existia que um menino aprenderia corretamente e com precisão um ensinamento se ele temesse ser açoitado, se ele fizesse alguma coisa errada. Para os alunos que continuavam a errar, algumas escolas tinham a política de imobilizar alunos por meio de dois escravos, enquanto seu tutor os espancavam com um chicote de couro ou uma férula. As escolas eram nitidamente democráticas por estarem abertas a todas as classes, com cobrança de taxas muito baixas. Considerando a disciplina e o tratamento dos alunos, não erai feita qualquer distinção entre os filhos dos mais humildes e aqueles das famílias mais ricas.

## Educação durante o Império

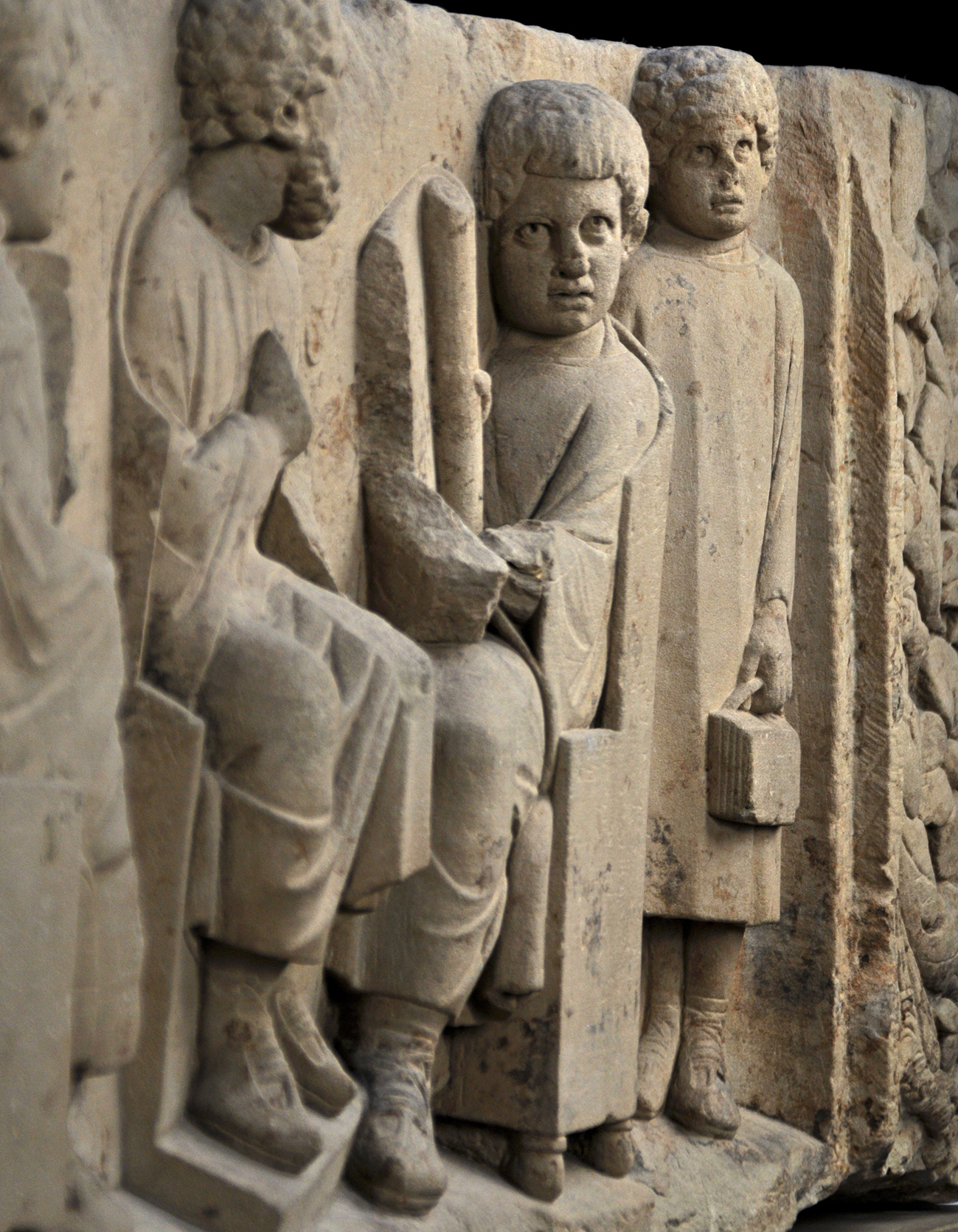
'Um professor com três discípulos (Discipuli) _{(180-185 AD)} Relevo no museu de Pushkin, Moscou.

No auge da República Romana e, posteriormente, no Império Romano, o sistema educacional  encontrou gradualmente sua forma final. As escolas, no aspecto formal, foram estabelecidas e serviam a alunos que pagavam valores simbólicos, podendo-se dizer que se tratava de uma  educação pública e gratuita. A educação era oferecida a meninos e meninas, embora não necessariamente juntos.
Após várias conquistas militares no Oriente grego, os romanos adaptaram uma série de preceitos educacionais gregos ao seu próprio incipiente sistema. Estudantes romanos foram ensinadas (especialmente no nível elementar) no mesmo estilo dos estudantes gregos, às vezes por escravos gregos que tinham uma inclinação para educação. Mas as diferenças entre os sistemas gregos e romanos emergem nos níveis mais altos de educação. Estudantes romanos que desejavam buscar os mais altos níveis de educação iam à Grécia para estudar filosofia, enquanto o sistema romano voltava-se para o ensino do discurso, lei e compostura (Gravitas). O educador Quintiliano reconheceu a importância de se iniciar a educação o mais cedo possível, observando que: 
" A memória ... não só existe mesmo em criancinhas, mas é especialmente retentiva nessa idade " Quintiliano  "Quintilian on Education", traduzido por William M. Smail (1966).
Um estudante romano avançaria nas escolas, assim como um estudante de hoje podem ir do ensino básico ao ensino secundário, em seguida, para a faculdade, e, finalmente, para universidade. O adiantamento escolar dependia mais da capacidade do que a idade, com grande ênfase sendo colocada sobre a engenhosidade ou "dom" inato de um aluno para o aprendizado, e uma ênfase mais tácita, sobre a capacidade do aluno de pagar por uma educação de nível superior.

## Influências
Antes do século III a.C. o sistema romano de educação estava intimamente ligada à instituição romana de patres familias (pai de família), segundo a qual o pai, como chefe da família , teve, de acordo com a lei, direito absoluto de controle sobre seus filhos. Não foi até 272 a.C., com a captura de Tarento, a anexação da Sicília em 241 a.C., e o período posterior à primeira guerra Púnica que os romanos foram expostos a uma forte influência do pensamento grego e estilo de vida e encontraram tempo para estudar as artes.

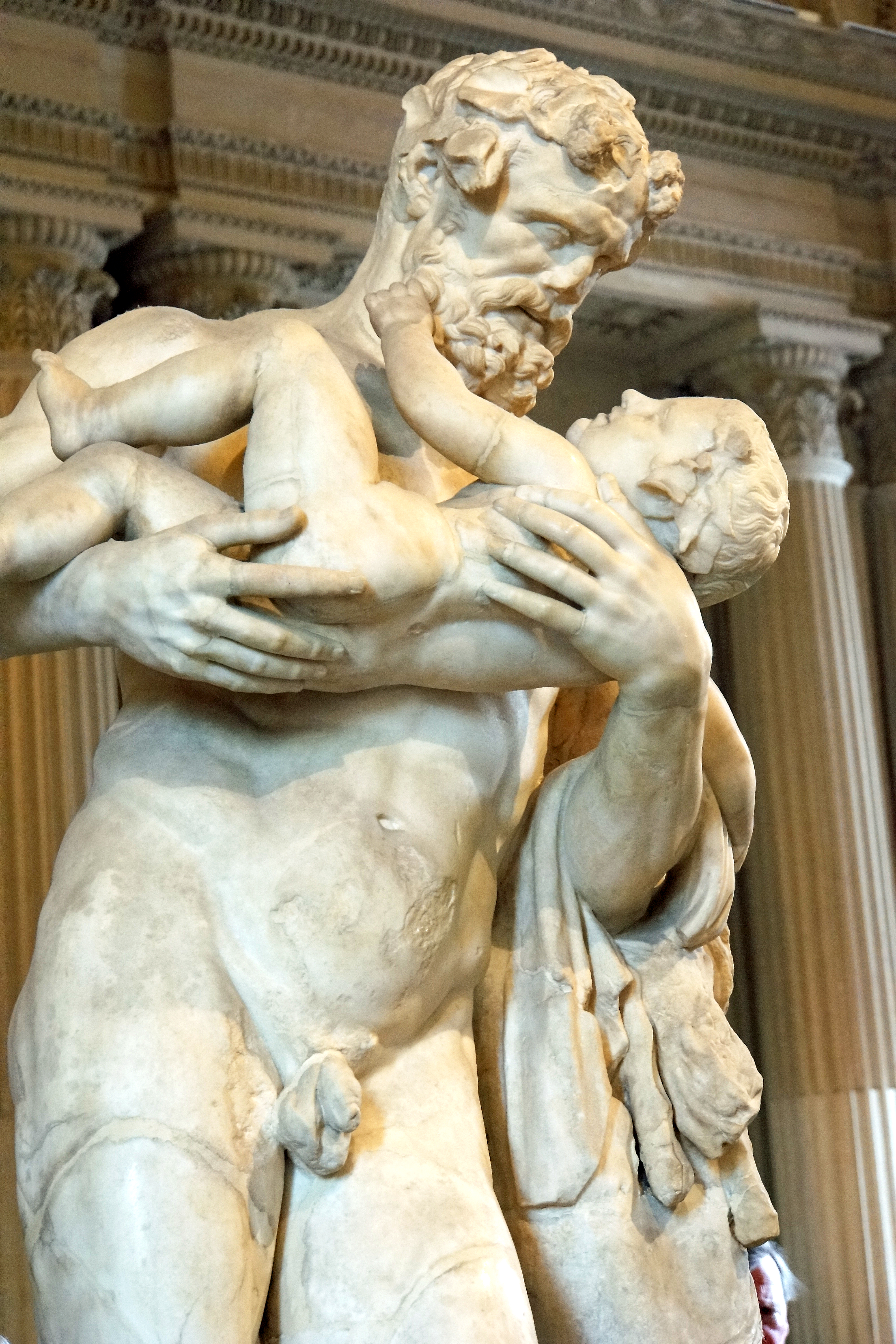
Sileno carregando Baco, _{Sileno, o companheiro e tutor do deus do vinho (Dionísio)}

Um dos cativos gregos de Tarento,  Lívio Andrônico, foi vendido como escravo e usado como tutor para os filhos de um nobre da família gente Lívia. Depois de obter sua liberdade, ele continuou a viver em Roma e se tornou o primeiro professor (tutor privado) a seguir métodos gregos de educação e logo depois, traduziria a Odisseia de Homero em verso latino na medida saturniana.
Conforme Roma crescia em tamanho e em poder, após as guerras Púnicas, a importância da família como a unidade central na sociedade romana começou a deteriorar-se, e com este declínio, o velho sistema romano de educação realizado pelo paterfamilias também se deteriorou. O novo sistema de ensino começou a se aproximar dos modelos gregos e helênicos  tais como o de Alexandria. Roma estava se tornando um sistema educacional literário.
A situação dos gregos era ideal para a fundação da educação literária pois eles eram os possuidores dos grandes trabalhos de Homero, Hesíodo e as obras dos poetas líricos da Grécia Arcaica. A ausência de um método literário de educação na vida romana era devido ao fato de que Roma era desprovida de qualquer literatura nacional. As artes militares eram tudo o que Roma podia se dar ao luxo de colocar tempo estudando. Quando não estavam travando guerra, os romanos dedicaram esse tempo à agricultura. A preocupação de Roma era a sobrevivência, seja por meio da defesa ou do domínio. Não foi até o aparecimento de Ênio (239-169 a.C.), o pai da poesia romana, que qualquer tipo de literatura nacional veio a tona.  Apesar dos romanos adotarem muitos aspectos da educação grega, duas áreas em particular eram vistas como não importante: música e atletismo. Música para os gregos foi fundamental para seu sistema educacional e ligado diretamente à paideia grega.  O "mousikê"  abrangia todas as áreas supervisionadas pela musas, comparáveis às artes liberais de hoje. A área que muitos romanos consideravam sem importância equivale a nossa definição moderna de estudo de música. Para os gregos, a capacidade de tocar um instrumento era a marca de um homem educado e civilizado, e através de uma educação em todas as áreas da "mousikê" pensava-se que a alma poderia tornar-se mais moderada e cultivada. Desta opinião, os romanos não compartilhavam, mas, no entanto, eles adotaram uma área de "mousikê": a literatura grega.  O atletismo, para os gregos, era o meio para a obtenção de um corpo saudável e bonito, que era um fim por si só e ainda promovia mais o amor grego pela competição. Os romanos, apesar de não compartilharem dessa posição também acreditavam que o atletismo era apenas um meio para se manter bons soldados.
Isso ilustra uma das diferenças centrais entre as duas culturas e sua opinião sobre a educação: a de que a beleza grega ou uma atividade pode ser um fim em si mesma, e a prática dessa atividade trouxe benefícios por conseqüência. Os romanos, por outro lado, eram mais favoráveis a um pensamento prático quando se tratava do que devia ser ensinado a seus filhos. Para eles, ao que parece, uma área de estudo era boa apenas na medida em que servia a um propósito maior ou a fim determinado fora dela mesma.

## Níveis de escolaridade
O fundamento de educação grega antiga era um sistema eficaz de educação formal, mas, em contrapartida, os romanos não tinham um sistema desse tipo até o século III a.C.. No século II a.C., as escolas começaram a surgir em Roma. Elas eram muito pequenas e se resumiam geralmente apenas ao espaço de um quarto. Além da leitura e a escrita, as crianças eram ensinadas aritmética elementar e outras matérias.  A base da educação romana antiga era, acima de tudo, em casa e dada pela família, a partir do qual as crianças recebiam a chamada "educação moral". Embora as fontes literárias e documentais façam intercâmbio dos vários títulos para um professor, um édito de preços emitido por Diocleciano em 301 estabelece que distinções de fato existiram e que, pelo menos em teoria, o professor teve de definir-se usando um dos títulos.

### Educação moral

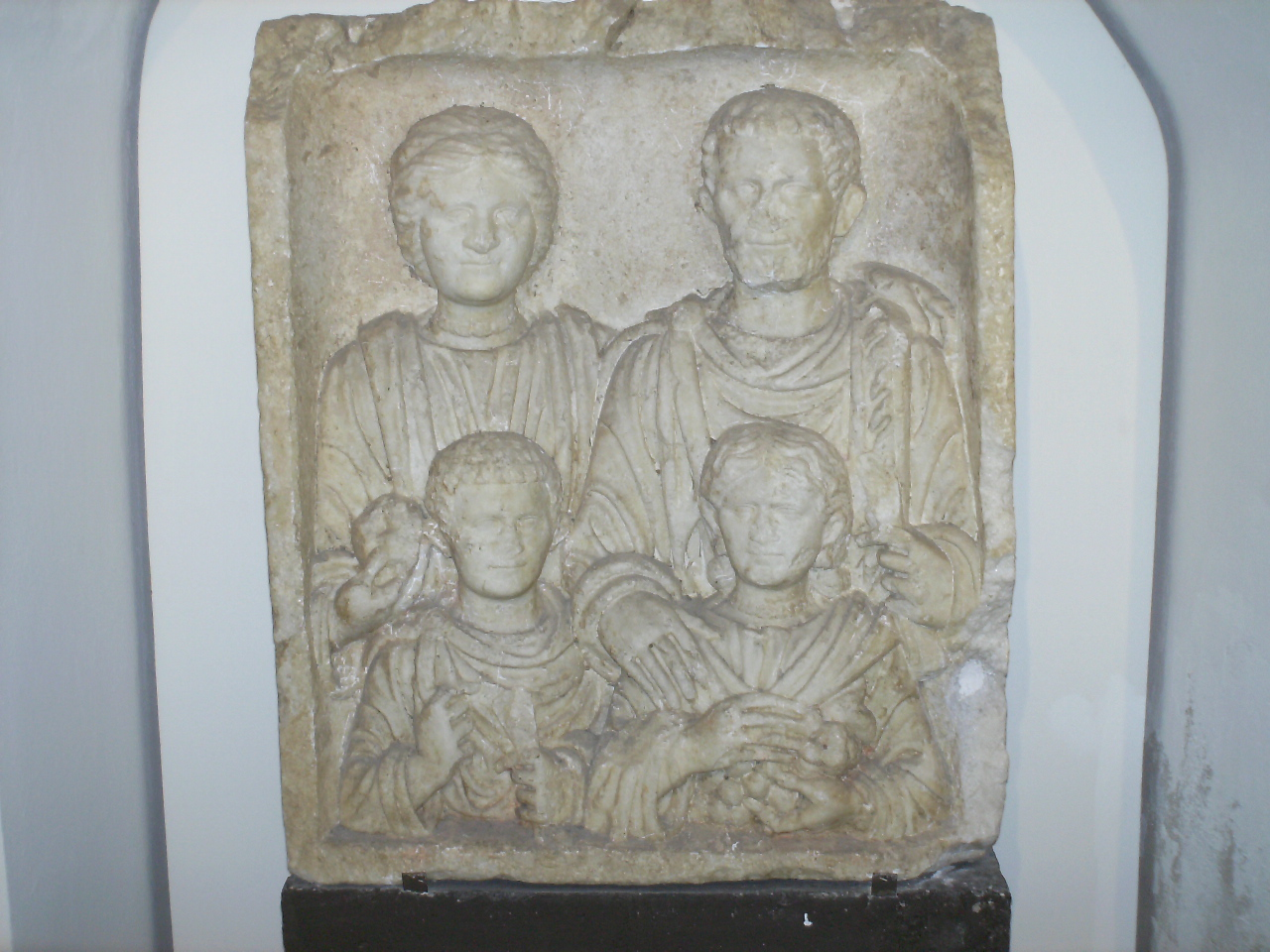
Relevo na sepultura de uma familia romana_{ no museu romano em Enns}

Enquanto os meninos gregos recebiam principalmente a sua educação da comunidade, os primeiros e principais educadores de uma criança romana eram quase sempre os seus pais. Os pais ensinavam os filhos as qualificações necessárias para viver no início da república, que incluíram técnicas agrícolas, domésticas e militares, bem como as responsabilidades morais e civis que se esperavam deles como cidadãos. A educação romana foi realizada quase exclusivamente no agregado familiar sob a direção do paterfamílias.  Da tradição paterfamilias, ou mais alto membro masculino da família, um estudante geralmente aprendia "apenas suficiente leitura , escrita e aritmética para capacitá-lo a entender as simples transações comerciais e contar, pesar e medir".
Homens como Catão, o velho, aderiram a essa tradição romana e levaram seu papel de professores muito a sério.  Catão não só se esforçou para fazer de seus filhos bons cidadãos e romanos responsáveis, mas "ele foi seu professor de leitura (de seu filho), seu professor de direito, o seu treinador de atletismo. Ele ensinou  seu filho, não só a arremessar um dardo, lutar com armadura e cavalgar, mas também ensinou box, suportar o calor e o frio, e nadar prolongadamente".
Formação profissional também foi enfatizada, e os meninos adquiriam uma valiosa experiência através de estágios profissionais. As mães, no entanto, não podem ser negligenciadas por seus papéis como educadoras morais e construtoras do caráter de seus filhos. Cornélia Africana, a mãe de Gracos, é até creditada como uma das principais causas da renomada eloquência de seu filho.
Talvez o mais importante papel dos pais na educação de seus filhos foi para incutir-lhes um respeito pela tradição e uma compreensão firme de "Pietas" e devoção ao dever. Para um menino, isso significava devoção à Roma, e para uma menina, a devoção a seu marido e sua família. À medida que a república romana passa a ter uma educação mais formal que vai além do ensino básico, os pais começaram a contratar professores para ensinar neste nível avançado de formação acadêmica. Para isso, "os romanos começaram a trazer escravos gregos a Roma" para enriquecer ainda mais o  potencial  e o conhecimento de seus filhos; mas ainda os romanos sempre defendiam a tradição da pietas e o ideal do pai como professor de seu filho.

### Ludo

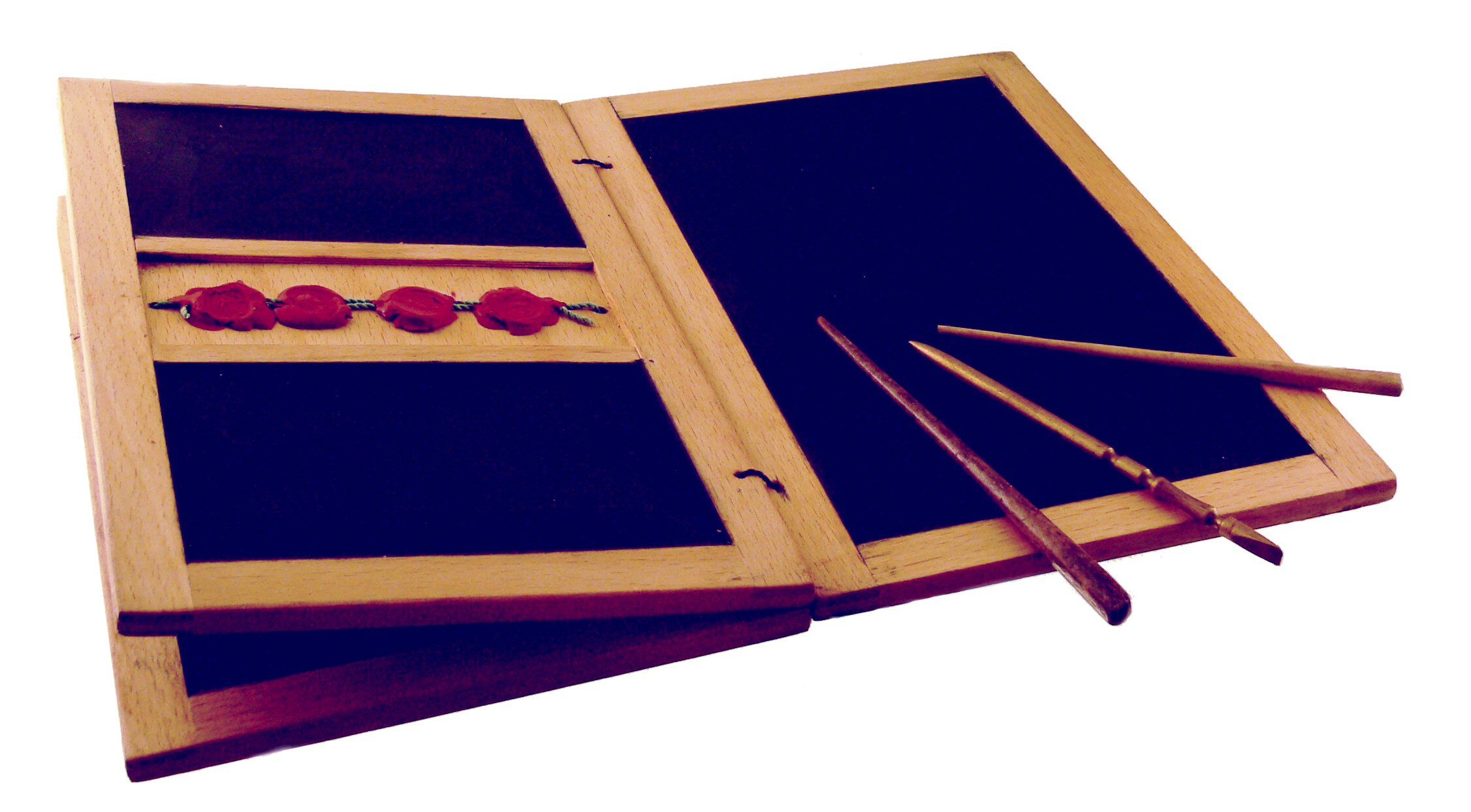
Reprodução de uma antiga tabuleta de cera romana com três estiletes

Roma como uma república ou um império nunca instituiu uma forma de ensino fundamental patrocinada pelo Estado. Em nenhum estágio da sua história Roma exigiu legalmente que seu povo fosse educado em qualquer nível.  Era típico para crianças romanas de famílias ricas receberem a educação infantil de tutores particulares. No entanto, era comum para as crianças de meios mais humildes serem instruídas em uma escola primária, tradicionalmente conhecida como o nome de "ludo literário (em latim: ludus litterarius"). Um instrutor em tal escola era muitas vezes conhecido com o respeitável título de literador (litterator) ou literato (litteratus). Não havia nada que impedia um literador de criar sua própria escola, não obstante seu salário irrisório. Nunca existiu qualquer lugar pré-estabelecido um ludo literário. Elas poderiam ser encontradas em uma variedade de lugares, que podia ser uma residência privada, um ginásio, ou até mesmo a própria rua.
Normalmente, o ensino fundamental no mundo romano focava as necessidades do dia a dia, a leitura e a escrita. Os alunos progrediam a partir da leitura e escrita de letras, silabas, listas de palavras e, eventualmente, por meio da memorização e ditado de textos.  A maioria dos textos utilizados na educação romana eram retirados da literatura, predominantemente da poesia. Era esperado que os estudantes romanos trabalhassem por conta própria. Dava-se pouca importância a uma classe de alunos como uma unidade coesa, exemplificada no fato de os alunos se movimentarem muito ao longo de todo o dia. Os jovens estudantes romanos não enfrentavam exames formais ou testes. O desempenho do aluno era medido por meio de exercícios corrigidos ou aplaudidos pelo tutor com base no desempenho. Isso criava uma sensação inevitável de competição entre os estudantes.  Usando um sistema educacional competitivo, os romanos desenvolveram uma forma de controle social que permitia manter a estabilidade das elites. Isto somado aos óbvios custos monetários, impediu a maioria dos estudantes romanos de avançar para níveis mais elevados de educação.

### Gramático

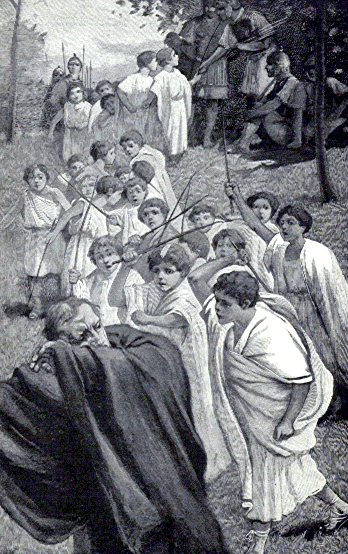
O Professor Punido, _{por ordem de Camilo}

Entre nove e doze anos de idade, meninos de famílias abastadas podiam abandonar seu literador e começar a estudar com um gramático (em latim: grammaticus), que aprimorava a escrita e as habilidades de oratória de seus alunos, treinando-os na arte de análise poética e ensinando-lhes grego se ainda não dominassem o idioma.  A essa altura, os meninos de classe inferiores já estariam trabalhando como aprendizes, e as meninas ricas ou pobres, estariam focadas em tornarem-se noivas atraentes e, posteriormente, boas mães.
As atividades diárias incluíam palestras dadas pelo gramático (Enarratio), assim como a leitura expressiva (lectio) e análise de poesia (partitio).  O currículo era inteiramente bilíngue, pois era esperado que os estudantes soubessem ler e falar a língua grega, bem como o latim.  A avaliação do desempenho do aluno era feita no local sem nenhuma regra educacional oficial, seguindo-se  apenas as normas particulares estabelecidas pelo seu gramático, dado que  nenhuma fonte sobre educação romana menciona outro tipo de avaliação a ser efetuado. Em vez de uma avaliação ditada pelo governo romano, os alunos faziam um exercício, o resultado era apresentado pelo tutor que se apresentava como "guardião da língua".
Famosos gramáticos incluem Lúcio Orbílio Pupilo, que é apresentado como um pedagogo que não teve medo de açoitar ou chicotear seus alunos para faze-los aprender Marco Vérrio Flaco, que ganhou o patronato imperial devido a sua prática incomum de colocar os alunos de idades e habilidades similares uns contra os outros e premiar o vencedor, geralmente com um antigo livro de certa raridade.
Mesmo no auge de sua carreira,  Vérrio Flaco, cujo prestígio lhe permitiu cobrar taxas enormes e ser contratado por Augusto para ensinar seus netos (Caio César e Lúcio César), nunca teve uma sala de aula própria. Em vez disso, ele compartilhou espaço nas escolas financiadas pelo setor privado, como muitos de seus colegas professores que eram dependente de taxas (geralmente muito baixas) de matrícula, e alugando um espaço qualquer de sala de aula.  Outros professores evitavam o aluguel e os custos de iluminação, dando suas aulas em calçadas, pórticos ou em outros espaços públicos, onde o ruído do tráfego da rua, multidões e o mau tempo sem dúvida alguma causavam problemas. No século III, um édito sobre os preços máximos fixou o salário de um gramático a 200 denários por aluno por mês, embora tal decreto tenha sido inexequível, ignorado e, eventualmente revogado.  Crianças prosseguiam seus estudos com o gramático até a idade de quatorze ou quinze anos, de tal forma que apenas os alunos mais ricos e promissores eram matriculados com um retórico.

### Retor

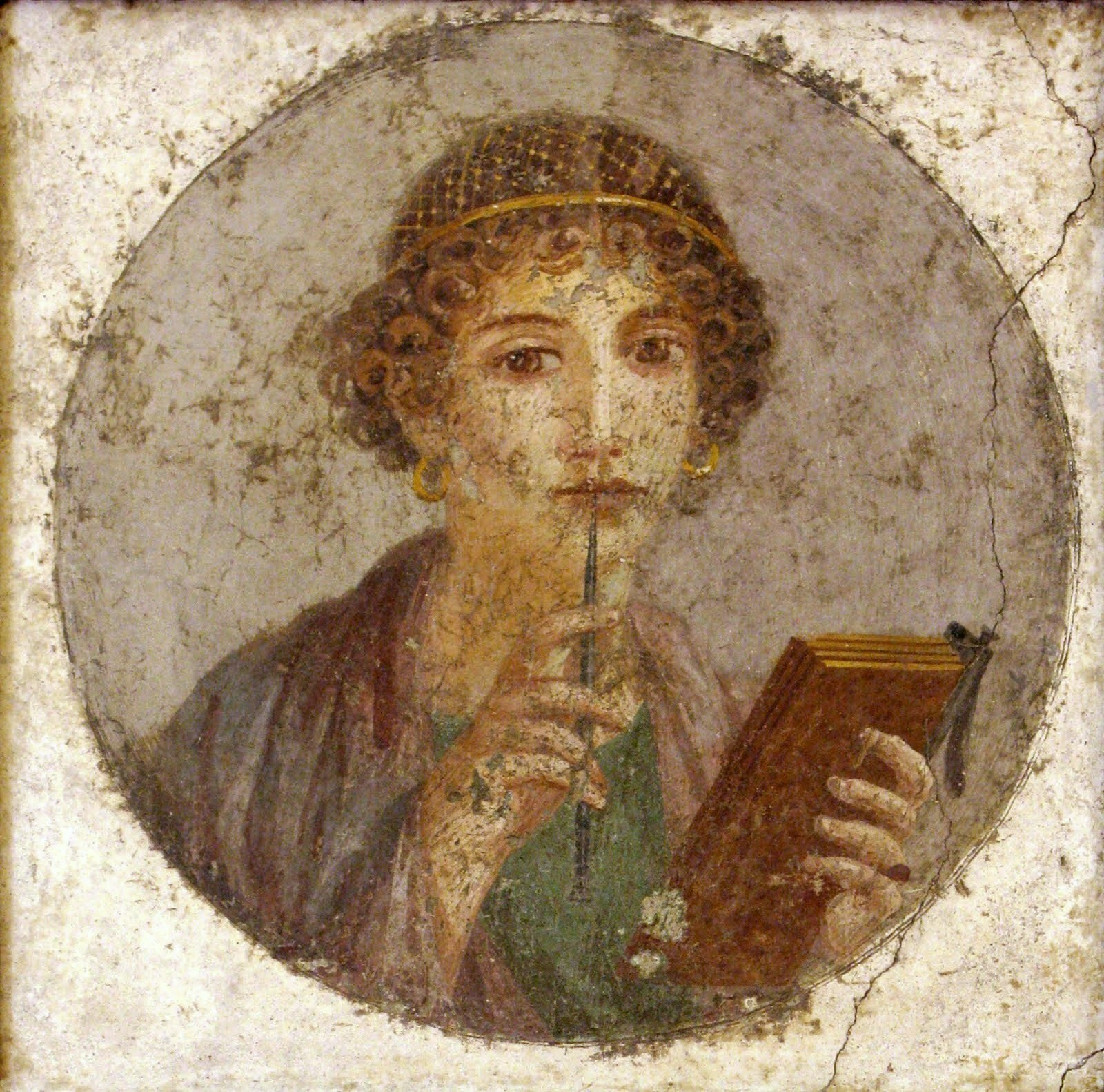
Fresco de uma romana em Pompeia, c. 50

O retor ou orador (em latim: rhētor) era o tutor da fase final da educação romana.  Bem poucos meninos estudavam retórica. Logo no início da história romana, este nível de educação pode ter sido o único caminho para um aluno se preparar para a profissão de advogado ("ad vocatus") ou político.
Num primeiro momento, os estudos retóricos entre os romanos não eram feitos exclusivamente com um professor, mas eram aprendidos através da observação atenta dos anciãos. A prática da retórica já  tinha sido criada pelos gregos antes de se tornar uma instituição na sociedade romana, e levou muito tempo para que ela ganhasse aceitação, em Roma. O orador, ou estudante de retórica, era importante na sociedade romana devido às disputas políticas constantes que ocorriam ao longo da história romana. Os jovens que estudavam com um retórico não iriam aprender apenas a  falar em público. Esses alunos aprendiam também outras disciplinas como a geografia, música, filosofia, literatura, mitologia e geometria.  Estes estudos bem equilibrados deram aos oradores romanos uma educação mais diversificada e ajudou a prepará-los para futuros debates.
Ao contrário de outras formas de educação romana, não há muita evidência de que o nível retórico estivesse disponível nas escolas organizadas. Devido a esta falta de evidência, presume-se que essa educação era feita por professores particulares mencionados anteriormente. Esses tutores tiveram enorme impacto sobre as opiniões e ações de seus alunos. Na verdade, a influência era tão grande que o governo romano expulsou muitos retóricos e filósofos em 161 a.C..  Havia dois campos de estudo de oratória que estavam disponíveis para homens jovens. O primeiro destes campos era o ramo deliberativo do estudo. Este campo se destinava à formação de jovens que mais tarde precisariam intervir na "conveniência ou inconveniência" das medidas que afetavam o senado romano.  O segundo campo de estudo era muito mais lucrativo e era conhecido como oratória judicial. Estes oradores viriam a entrar em áreas como o direito penal, o que era importante para conquistar um público de seguidores. O apoio do público era necessário para uma bem sucedida carreira política em Roma. Mais tarde na história romana, a prática da declamação se concentrou mais sobre a arte da eloquência, em oposição à formação de discurso sobre questões importantes nos tribunais. Tácito destacou que no seu tempo (a segunda metade do século I), os alunos tinham começado a perder de vista as disputas legais e tinham começado a se concentrar mais na arte de contar histórias.

### Filósofo
Um nível final de instrução foi o estudo filosófico. O estudo da filosofia distinguia os gregos, mas foi empreendido por muitos estudantes romanos. Para estudar filosofia, um estudante teria de ir a um centro filosófico onde filósofos ensinavam essa matéria, geralmente no exterior, na Grécia. O conhecimento de uma escola de pensamento filosófico pode ter contribuído muito para aumentar o conhecimento de Cícero sobre "o que é importante", mas podia ser adquirido também pela rica elite romana. Os romanos consideravam a educação filosófica como algo que distinguia os gregos e, em vez disso, concentraram seus esforços na construção de escolas de direito e retórica. teria sido responsável por adicionar ao amplamente elogiado conhecimento de Cícero sobre 'aquilo que é grande", mas por estudar filosofia, um estudante poderia ser perseguido pelos muito mais ricos da elite de Roma. Romanos consideravam a educação filosófica algo claramente grego, e concentravam seus esforços na construção de escolas de direito e retórica.